# Сквитна (Аљаска)
Сквитна (енгл. Skwentna) насељено је место без административног статуса у америчкој савезној држави Аљаска.

## Демографија
По попису из 2010. године број становника је 37, што је 74 (-66,7%) становника мање него 2000. године.
| Група             | 2000.       | 2010.       |
| Белци             | 103 (92,8%) | 37 (100,0%) |
| Афроамериканци    | 0 (0,0%)    | 0 (0,0%)    |
| Азијати           | 0 (0,0%)    | 0 (0,0%)    |
| Хиспаноамериканци | 0 (0,0%)    | 0 (0,0%)    |
| Укупно            | 111         | 37          |